# Lanx klamathensis
Lanx klamathensis är en snäckart som beskrevs av Hannibal 1912. Lanx klamathensis ingår i släktet Lanx och familjen dammsnäckor. Inga underarter finns listade i Catalogue of Life.